# Cártala
Cártala es una entidad de población española del municipio de Galisancho, perteneciente a la provincia de Salamanca, en la comunidad autónoma de Castilla y León.

## Historia
Hacia mediados del siglo XIX, el lugar, por entonces referido como una alquería ya perteneciente a Galisancho, tenía contabilizada una población de dos habitantes. Aparece descrito en el quinto volumen del Diccionario geográfico-estadístico-histórico de España y sus posesiones de Ultramar de Pascual Madoz con las siguientes palabras:

CARTALA: alq. agregada al ayunt. de Galisancho (V.), en la prov. y dióc. de Salamanca (6 leg.), part. jud. de Alba de Tormes (2), aud. terr. y c. g. de Valladolid (19): sit. en un llano combatido por todos los vientos: tiene uno casas yuna fuente de buen agua. Confina al N. con Narrillos; E. Sta. Inés; S. Derrengada, y O. Carmeldo. El terreno es de buena calidad para pastos: le rodea un monte bastante poblado de encina, que mantiene en un quinquenio 80 cebones y 320 camperos, y le atraviesa un arroyo que viene de Carmeldo en direccion al Tormes. prod.: pastos y el fruto del monte: hay cria de ganado vacuno, cerdoso y lanar que es el mas preferido, y caza de liebres, perdices y algun conejo. pobl.: 1 vec., 2 alm. cap. terr. prod.: 346,825 rs. imp.: 17,341.
(Madoz, 1846, p. 598)

En 2022, tenía empadronada una única habitante.